# 超國界法與政策 (期刊)
超國界法與政策期刊，建立於1991年的學術交流論壇，探討國際社會的法律發展。收錄的國際法文章主題多樣，包括人權、比較法、美國外交政策等等。

## 外部連結
- 官網 （页面存档备份，存于）